# River Weaver
Der Weaver ist ein Fluss im nördlichen England, der in einer Kurve im Gegenuhrzeigersinn durch die Grafschaft Cheshire fließt. Sein unterer Abschnitt wurde im 18. Jahrhundert schiffbar ausgebaut. Bekanntestes Bauwerk am Fluss ist das Schiffshebewerk Anderton von 1875, das ihn mit dem 15 Meter höher verlaufenden Trent and Mersey Canal verbindet.

## Geographie
Der Weaver entspringt südlich von Peckforton am Ostrand der Peckforton Hills im westlichen Cheshire. Von dort aus fließt er zunächst in südöstlicher Richtung auf die Grafschaft Shropshire zu. Bei Audlem biegt er dann nach Norden ab und durchfließt die Tiefebene von Cheshire.
Die erste bedeutende Stadt auf seinem Weg ist Nantwich. Anschließend fließt er weiter nach Norden durch Winsford bis Northwich. Ab hier fließt er in nordwestlicher Richtung weiter. Früher ein Nebenfluss des Mersey, mündet er heutzutage im Hafen von Runcorn in den für Hochseeschiffe ausgebauten Manchester Ship Canal.

## Geschichte

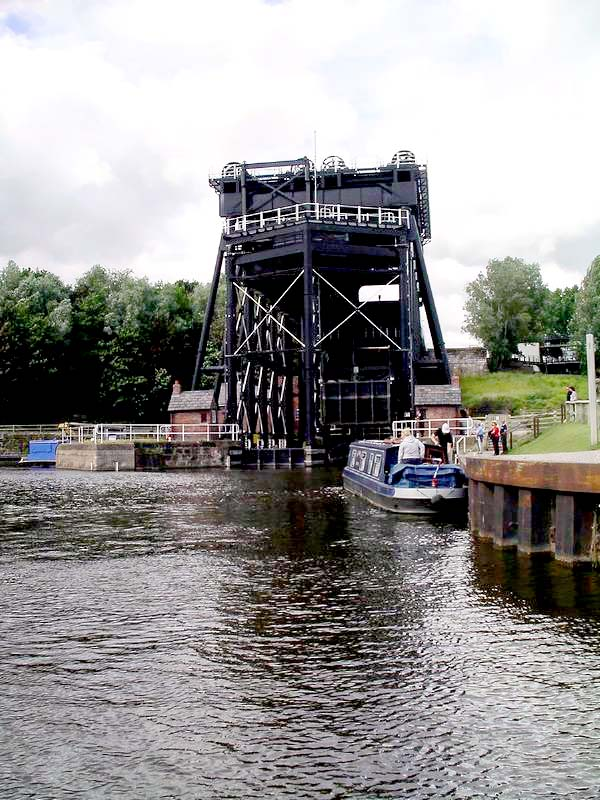
Schiffshebewerk Anderton

Bereits zur Römerzeit wurde in der heutigen Grafschaft Cheshire Steinsalz abgebaut. Bis zum Ende des 17. Jahrhunderts waren um die deshalb als Salzstädte bezeichneten Städte Northwich, Middlewich, Nantwich und Winsford zahlreiche Salzbergwerke entstanden. Um das Salz besser abtransportieren zu können, erteilte das britische Parlament 1721 die Erlaubnis, den Fluss Weaver schiffbar auszubauen. Daraufhin wurde der 34 Kilometer lange Abschnitt von der Mündung bis Winsford Bridge von einer privaten Betreibergesellschaft unter dem Namen Weaver Navigation vertieft und teilweise kanalisiert.
Northwich war die wichtigste Hafenstadt auf diesem schiffbaren Abschnitt. Unmittelbar nördlich davon stellte ab 1875 das Schiffshebewerk Anderton die Verbindung zum Trent-und-Mersey-Kanal und damit zum restlichen britischen Kanalsystem her.
Bei Sutton Weaver wurde eine Flussschleife durch einen Kanalabschnitt umgangen, der Kanal traf bei Frodsham über eine Schleuse wieder auf den Fluss. Zwischen 1807 und 1810 wurde jedoch ein kurzer Kanal namens Weston Canal gebaut, um die aufgrund von Gezeitenströmungen schwierige und gefährliche Einfahrt in die Weavermündung zu umgehen und eine schiffbare Verbindung zum aufblühenden Hafen von Runcorn herzustellen. Dadurch wurde die Schleuse Frodsham überflüssig und deshalb stillgelegt.

## Wirtschaft

### Bedeutung als Verkehrsweg
Im 18. und 19. Jahrhundert wurden große Mengen Salz und andere Güter auf dem Fluss transportiert. Doch im Gegensatz zum größten Teil des britischen Kanalsystems, dessen Bedeutung für den Frachtverkehr mit dem Aufkommen der Eisenbahn im 19. Jahrhundert dramatisch zurückging, blieb der Weaver als Verkehrsweg bis ins 20. Jahrhundert erhalten. 1964 wurde der untere Abschnitt bis Anderton sogar noch für 57 Meter lange Schiffe mit einer Transportkapazität von bis zu 600 Tonnen ausgebaut.

### Tourismus
Genau wie das britische Kanalsystem wurde auch der schiffbare Abschnitt des Weaver ab den 1970er Jahren vermehrt durch die Freizeitschifffahrt genutzt. Nach der Schließung des Schiffshebewerkes Anderton 1983 war er jedoch nur noch über den Manchester Ship Canal erreichbar. Da auf diesem strenge Anforderungen an die Seetüchtigkeit von Boot und Besatzung gestellt werden, führte dies zu einem dramatischen Rückgang der Freizeitschifffahrt auf dem River Weaver. Überdies gibt es derzeit am Unterlauf auch kaum touristische Anziehungspunkte, und der Weston Canal verläuft nahezu ausschließlich entlang von Industrieanlagen.
Seit der Wiedereröffnung des Hebewerkes Anderton 2002 nimmt jedoch die Freizeitschifffahrt stetig zu, weshalb es jetzt auch Pläne gibt, den Kanalabschnitt nach Frodsham wieder zu eröffnen und die ehemaligen Werftanlagen dort touristisch zu entwickeln.